# Tang Zhen
Tang Zhen (ur. 1630, zm. 1704) – chiński filozof, moralista, wypowiadający się również w kwestiach politycznych.
Jego rodzina pochodziła z prowincji Syczuan. W 1671 przez kilka miesięcy był zastępcą prefekta w Zhanzi w prowincji Shanxi. Jego jedyne dzieło, Qianshu (潜书), nie znalazło uznania u współczesnych, wznowiono je dopiero w 1883, następnie zaś w 1905. Popularne stało się jednak dopiero po powstaniu ChRL. Tang zmarł w nędzy w Suzhou.
Uważał, że podstawą wszelkiego działania w sferze polityki czy administracji jest bezpośredni kontakt z rządzonymi. Twierdził również, iż celem podziału na rangi było skłonienie ludzi do wzajemnego zrozumienia, nie zaś doprowadzenie do oddalenia ich od siebie. Kładł nacisk na konieczność takiej edukacji członków rodziny monarszej, by znali oni problemy swoich poddanych. Podkreślał także znaczenie komunikacji między ludźmi.